# Petite Île (Saint-Denis)
Pour les articles homonymes, voir Petite Île.
Ne doit pas être confondu avec la ville Petite-Île de la Réunion
Petite Île est un quartier de Saint-Denis, le chef-lieu de l'île de La Réunion, département d'outre-mer français dans le sud-ouest de l'océan Indien. Il est situé sur la rive gauche de la rivière Saint-Denis, en aval du quartier de La Redoute et amont des installations militaires de la caserne Lambert. Cet ancien camp d'esclaves accueille notamment l'église Notre-Dame-de-la-Délivrance.

## Situation
Le quartier de Petite Île est un espace bâti prenant place dans l'ouest de Saint-Denis, chef-lieu de l'île de La Réunion, département d'outre-mer français du sud-ouest de l'Océan Indien. Petite Île est adjacente au centre-ville de Saint-Denis, dans la continuité du bâti de la ville, mais séparé de celle-ci par la rivière Saint-Denis. Petit Île est également voisine du  quartier de Bellepierre, dans son extrémité sud au pont Vinh-San. Du reste, le quartier est bordé par l'océan au nord et un flanc de montagne sur sa moitié ouest. Petite île est reliée à l'ensemble de l'agglomération par trois ponts routiers.
Le quartier occupe un terrain en double pente. La première est orientée nord-sud, commençant au pied de la route de La Montagne pour se terminer sur l'océan au-delà de la caserne Lambert. La seconde pente est quant à elle perpendiculaire à la première; elle descend du flanc rocheux de la montagne jusqu'aux pentes de la ravine de la rivière Saint-Denis. Ces deux pentes sont douces et forment un replat dans lequel les premières habitations sont construites, dans la partie basse et parfaitement plane aux abords de la caserne Lambert.
Le quartier est très bien située dans le réseau routier local, puisqu'il est ancré à la route du Littoral, amenant rapidement dans l'ouest de l'île, et au carrefour du boulevard Sud et Nord de la cité dyonisienne. Enfin, l'espace est bordé à l'est par la route de La Montagne. En matière de transport en commun, Petite Île est desservie uniquement par la ligne 6 du réseau de bus urbain Citalis, dont le principal nœud est situé à la mairie, rapidement accessible depuis le quartier. Par ailleurs, le réseau régional Car Jaune dessert une halte située en face de la caserne, à l'entrée de la route du littoral.
| La Montagne | Océan-Indien                     | Centre-ville de Saint-Denis |
| La Montagne | La Source                        | Centre-ville de Saint-Denis |
| La Montagne | Ravine de la Rivière Saint-Denis | Bellepierre                 |

## Infrastructures et services

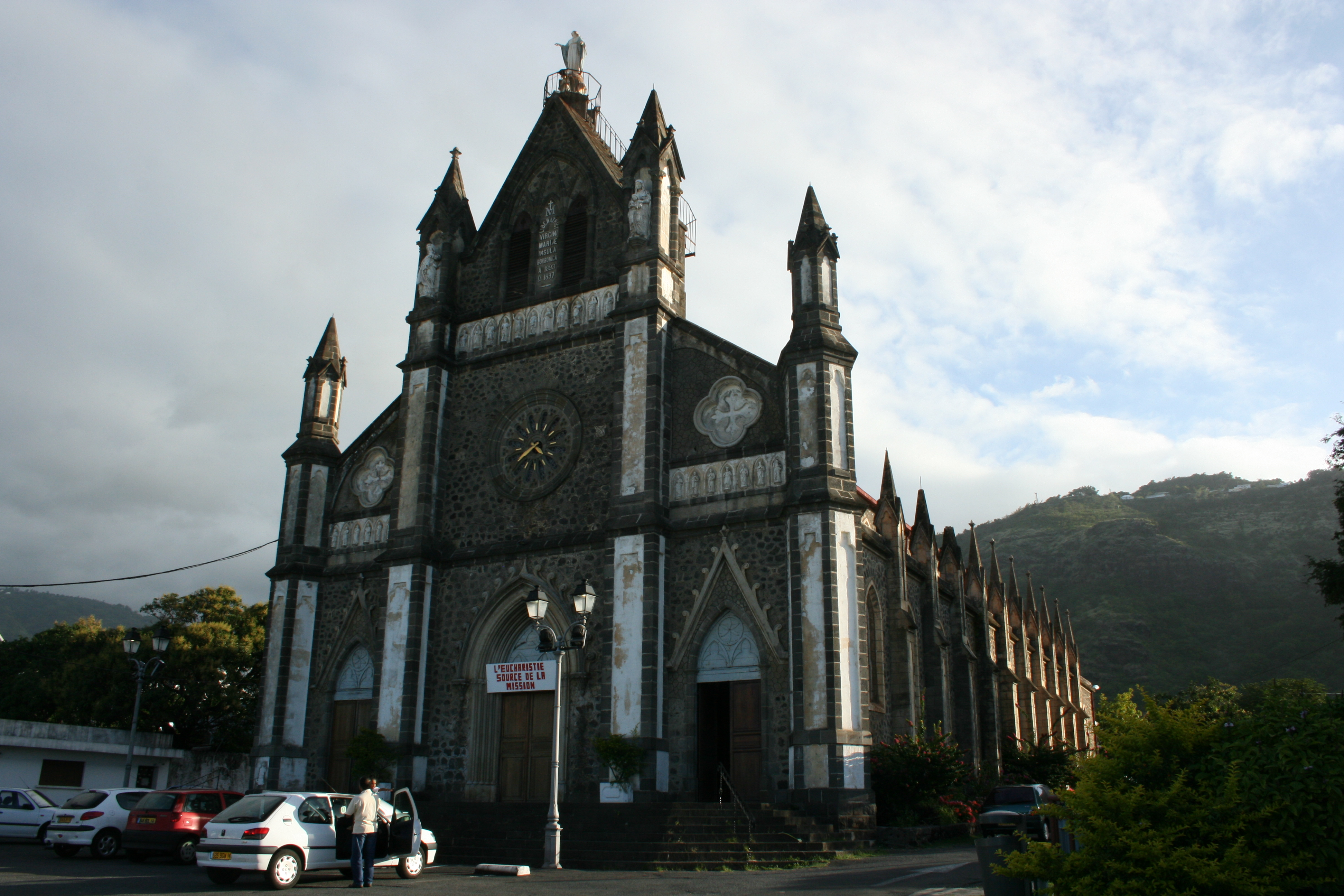
L'église Notre-Dame-de-la-Délivrance, principal édifice du quartier de Petite Île.

- Sentier de randonnée menant au parc du Colorado, départ/arrivée alternatif au GRR2
- Brasseries de Bourbon

## Histoire
- XIXe siècle: construction de la caserne
- 1992: ouverture du pont Vinh-San